# 萝扎·塔马尔金娜
萝扎·塔瑪爾齊娜（Ро́за Влади́мировна Тама́ркина）是一位蘇聯鋼琴家，曾在第三屆蕭邦國際鋼琴比賽獲得銀牌。

## 生平
萝扎·塔马尔金娜出生在基輔，從小開始學習鋼琴。她之後就讀基輔音樂學院（1928年至1932年），師從尼古拉·金伯格。
1932年至1935年間，她是莫斯科音樂學院的學生。萝扎·塔马尔金娜於1940年完成音樂學院高級課程，成為亞歷山大·金維斯鋼琴畢業生。
萝扎·塔马尔金娜從15歲開始在公眾演奏。從1936年，她在俄羅斯開始音樂事業。萝扎·塔马尔金娜在17歲時參加蕭邦國際鋼琴比賽，並獲得銀牌。
1946年，萝扎·塔马尔金娜開始在莫斯科音樂學院教學。1949年10月，為了慶祝蕭邦逝世一百週年，萝扎·塔马尔金娜在莫斯科音樂學院大廳舉行一場音樂會，這是萝扎·塔马尔金娜最後一次公開演出。
1950年，萝扎·塔马尔金娜因癌症在莫斯科去世。

## 外部連結
- Максим Тавьев. Жизнь и судьба Розы Тамаркиной （页面存档备份，存于）
- О Розе Тамаркиной. Иллюстрированный очерк, часть 1 （页面存档备份，存于）
- О Розе Тамаркиной. Иллюстрированный очерк, часть 2 （页面存档备份，存于）